# Oregoniidae
Oregoniidae ist eine Familie der Krabben mit 34 Arten. Unter ihnen befinden sich auch die in Nordamerika wirtschaftlich bedeutenden Arten Schnee- und Tanner-Krabbe.

## Merkmale
Der Carapax ist annähernd dreieckig bis birnenförmig. Der mittige Dorn am Vorderende (Pseudorostrum) ist lang und schlank. Augenhöhlen sind nicht oder nur unvollständig ausgebildet, auch keine Dornen vor dieser Region. Der postorbitale Dorn ist dagegen groß und weit entfernt vom Auge. Das Basalglied der Antennen ist schmal. Die Schreitbeine sind mittelgroß. Die Pleon-Somiten und das Telson sind bei beiden Geschlechtern frei beweglich. Das Pleon der Männchen ist verbreitert. Das Telson ist annähernd quadratisch und tief in den sechsten Somiten eingebettet. Das erste Gonopodium ist lanzettförmig, mit einer verbreiterten Basis sowie einer Längsrinne, die beidseits von einer Reihe fadenförmiger Borsten begrenzt wird.

## Systematik
Die Oregoniidae werden im World Register of Marine Species in zwei Unterfamilien und 15 Gattungen untergliedert:
- Oregoniinae Garth, 1958
  - Chionoecetes Krøyer, 1838
  - Hyas Leach, 1814
  - Oregonia Dana, 1851
- Pleistacanthinae Števčić, 2005
  - Bothromaia Williams & Moffitt, 1991
  - Cyrtomaia Miers in Tizard, Moseley, Buchanan & Murray, 1885
  - Ergasticus A. Milne-Edwards, 1882
  - Grypachaeus Alcock, 1895
  - Macroregonia Sakai, 1978
  - Orbicantha Ng, Richer de Forges & Lee, 2023
  - Parapleisticantha Yokoya, 1933
  - Platymaia Miers in Tizard, Moseley, Buchanan & Murray, 1885
  - Pleistacantha Miers, 1879
  - Pleisticanthoides Yokoya, 1933
  - Trichoplatus A. Milne-Edwards, 1876
  - Vitjazmaia Zarenkov, 1994

Diese Untergliederung ist jedoch nicht unumstritten. Poore und Ahyong (2023) sehen hier noch größeren Forschungsbedarf, weshalb sie vorerst ganz auf Unterfamilien verzichten.